# Tehuelches

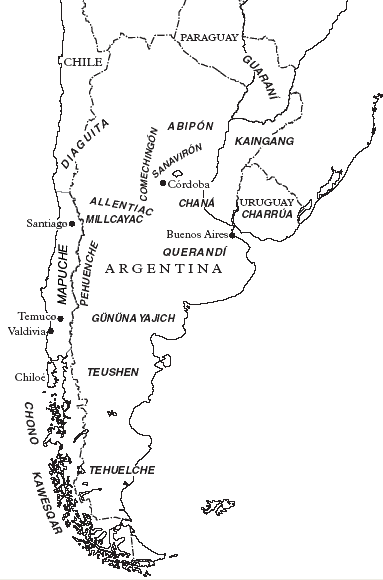
Distribución aproximada de idiomas en el extremo meridional de Sudamérica en tiempos de la conquista española.

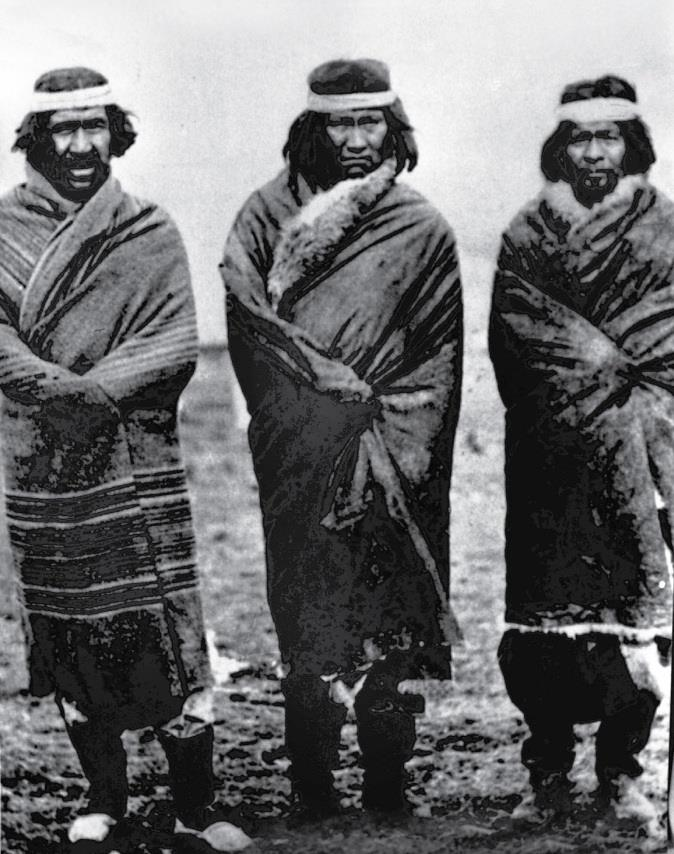
Caciques tehuelches, ubicados en la provincia de Santa Cruz en el sur de Argentina.

Los tehuelches, aonikenk o patagones son un pueblo indígena de la Patagonia en América del Sur, cuyos exponentes actuales viven en Argentina.
El nombre complejo tehuelche ha sido usado por investigadores en sentido amplio para agrupar a un conjunto de pueblos amerindios de la Patagonia y la región pampeana. Diversos especialistas, misioneros y viajeros han realizado propuestas para agruparlos teniendo en cuenta la similitud de sus rasgos culturales, su vecindad geográfica y sus idiomas, aunque entre ellos se hablaban idiomas que no estaban emparentados entre sí, y su distribución geográfica era extensa.

## Nombre
Según el cronista Antonio Pigafetta, de la expedición de Fernando de Magallanes en 1520, este llamó «patagoni» a los indígenas que encontró en la bahía San Julián. En su Historia general y natural de las Indias el cronista Gonzalo Fernández de Oviedo en 1535 explicó que ...nuestros españoles les llaman patagones por sus grandes pies, con lo que está de acuerdo el historiador Francisco López de Gómara en 1552. De esta forma, el primer nombre que usaron los españoles para referirse a los tehuelches fue el de patagones. Sin embargo, algunos investigadores sin bases verificables especularon que Magallanes podría haberse inspirado en el monstruo con cabeza de perro de la novela Primaleón de 1512, llamado «Pathagon».
De acuerdo a la opinión más difundida, la palabra tehuelche proviene del mapudungún chewel che, cuyo significado sería «gente bravía», «gente arisca» o «gente de tierra estéril». Otra versión sugiere que podría derivar del nombre de una de sus parcialidades, los teushen, más la palabra mapuche , que significa ‘gente’ o ‘pueblo’.
El término "aonikenk" es una castellanización del nombre que se dan a sí mismos, aonek'enk, "sureño".

## Clasificaciones

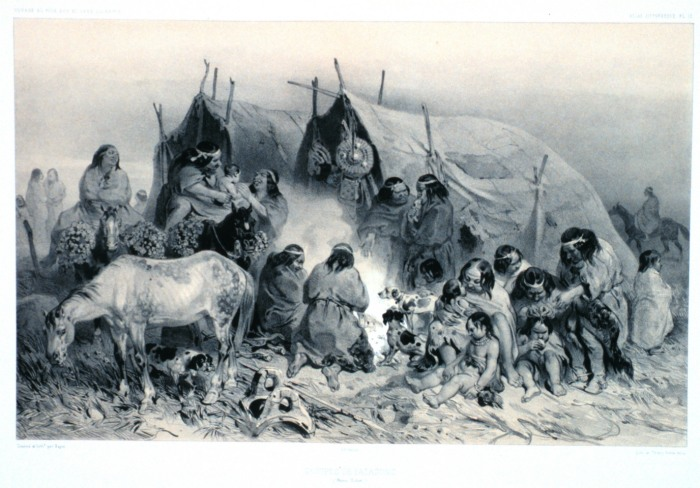
Grupo de patagones en puerto Peckett. Dibujo de 1832 realizado durante el viaje de Jules Dumont d'Urville.

La clasificación de los pueblos indígenas que habitaron la región pampeana y la Patagonia es confusa a causa de los distintos términos que se utilizaron para denominar a los grupos poblacionales nativos de esas regiones del sur de Sudamérica. Son varias las causas que dificultan el establecimiento de una clasificación única y acabada. Entre estas circunstancias cabe mencionar la extinción de algunos de estos pueblos, sumado a las vastas extensiones que impidieron que los exploradores españoles que los reconocieron tomaran contacto con todos los grupos o, en otros casos, que las migraciones estacionales que solían practicar recorriendo grandes distancias hicieran que quienes los observaban sobreestimaran el número de individuos de un pueblo o el rango de distribución de un idioma. Conjuntamente con todas estas causas, la irrupción de los mapuches o araucanos desde el oeste transformó profundamente su realidad cultural, mixogenizando y absorbiendo a las etnias de la pampa y centro y norte de la Patagonia, produciendo la araucanización de gran parte de los antiguos habitantes. Finalmente, la posterior Conquista del Desierto llevada a cabo por el Ejército Argentino condujo a la casi extinción de estas comunidades indígenas. A todo este panorama se suma el desacuerdo entre los investigadores.
A fines del siglo XIX los exploradores como Ramón Lista y George Chaworth Musters los llamaron “tsóneka”, “tsónik” o “chonik”. La mayoría de los especialistas están de acuerdo en que el río Chubut separaba a dos grandes subdivisiones: los «tehuelches meridionales» y «tehuelches septentrionales», y que los primeros se extendían por el sur hasta el estrecho de Magallanes, mientras que los segundos llegaban por el norte hasta los ríos Colorado y Negro. La presencia o no de tehuelches en la región pampeana es motivo de desacuerdo entre los investigadores, que tampoco se han puesto de acuerdo sobre la existencia de una subdivisión separada denominada «pampa», y de cuál es la relación y límites que tenían con los mapuches.

## Idiomas

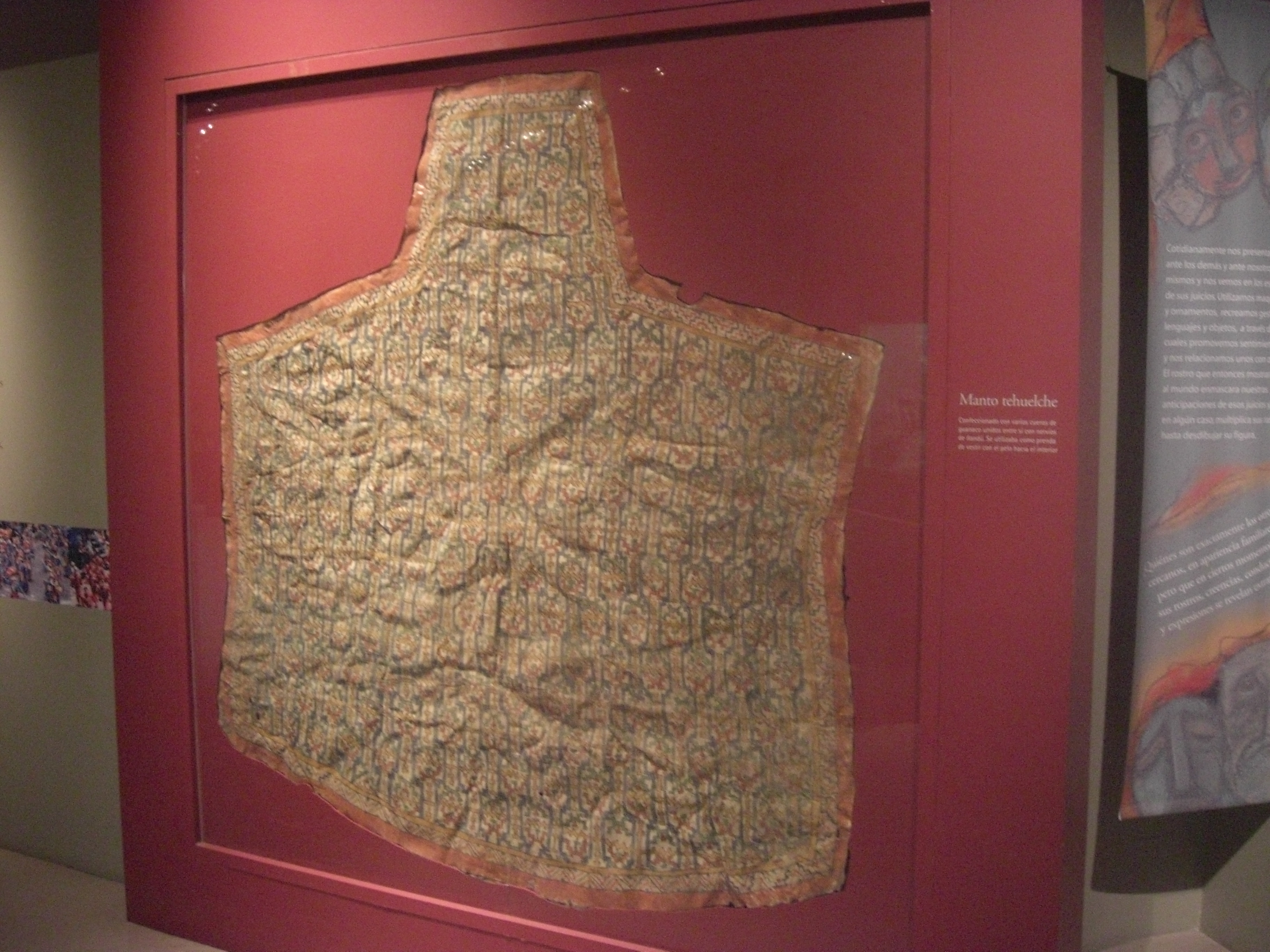
Manto tehuelche. Museo de La Plata.

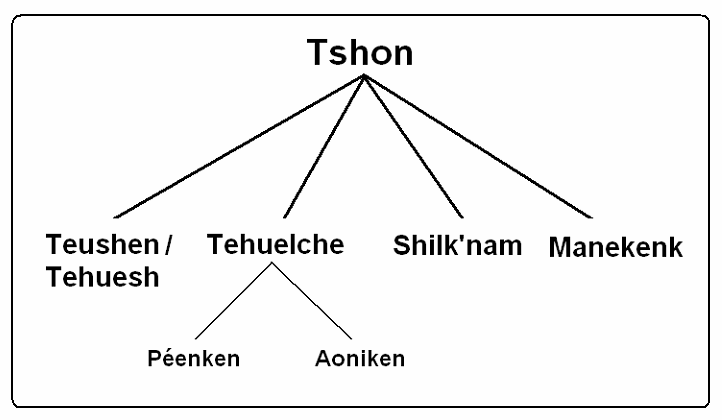
Clasificación de los idiomas tshon, según Roberto Lehmann-Nitsche.

Las diferentes etnias conocidas con el término amplio de «tehuelches» hablaban idiomas cuyo número y relación han sido objeto de opiniones distintas. Para Roberto Lehmann Nitsche las lenguas de la Pampa y la Patagonia se dividían en dos grupos, las lenguas tshon y las lenguas het. La evidencia disponible distingue entre seis lenguas en el complejo: las de la familia chon (teushen, aoenek’enk, selknam y haush), el idioma de los gününa küne y el idioma de los querandíes.
La lengua de los aonek'enk parecería más estrechamente relacionada con la de los teushen (tshon centro-oriental), estas a su vez guardan un parentesco más cercano con los idiomas de la isla Grande de Tierra del Fuego (tshon meridional). Se ha propuesto que existe una relación entre estos cuatro idiomas y el idioma de los gününa küne. Escalada, en su libro El complejo tehuelche, consideró que éste tenía un tronco lingüístico común, que denominó ken (‘gente’).
Hasta el siglo XIX se reconocían los siguientes idiomas:
- los gününa küne hablaban el gününa yajüch (o günün a'ajech, o puelche, o gününa küne), cuya relación con los demás idiomas del grupo es discutida y a menudo se lo considera una lengua aislada a falta de más información;
- los «tshoneka centrales», es decir, los ubicados en la actuales provincias del Neuquén, Río Negro y el norte de la del Chubut (entre los gennakenk al norte y los aonekenk al sur), hablaban el idioma llamado pän-ki-kin (peénkenk).

En la Patagonia central existía asimismo un antiguo idioma de transición entre el penkkenk y el aonekkenk, llamado tehuesh (tewsün, téushenkenk o teushen) y fue paulatinamente suplantado por las voces aonekenk. Sin embargo, gran parte de la actual toponimia de la meseta central conserva aún hoy sus raíces tewsün, como por ejemplo el vocablo «chupat» del cual proviene el nombre de la provincia, Chubut.
Finalmente los aonekenk ("sureños") hablan el idioma conocido habitualmente como tehuelche o tshoneka o aonekenk, que constituye el idioma actualmente más estudiado del grupo y el único que continúa siendo usado. Existe un grupo de gente que intenta recuperar su lengua a través del programa "Kkomshkn e wine awkkoi 'a'ien (No me da vergüenza hablar en tehuelche). Se ocupan de la difusión de la lengua y su cultura a través de la organización Wenai sh e pekk, que cuenta con un blog de difusión.

### Estudios del gününa yajüch
En 1864 Hunziker registró un vocabulario y fraseario del idioma que llamó genakenn en el área de Viedma. En 1865 el explorador Jorge Claraz recorrió desde el sur de la provincia de Buenos Aires hasta el Chubut siendo guiado por algunos guías hablantes del gününa iajëch, recogiendo topónimos, léxico y frases en su Diario de viaje de exploración al Chubut (1865-1866).
En 1913, Lehmann Nitsche utilizó los datos recogidos por Hunziker y por Claraz para crear un vocabulario comparado de idiomas tehuelches: El grupo lingüístico tschon de los territorios magallánicos.
En 1925 Harrington recogió algunas palabras de hablantes bilingües tehuelches que publicó en 1946 en su Contribución al estudio del indio gününa küne, afirmando que llamaban a su idioma gününa yájitch o pampa. En los años cincuenta, Rodolfo Casamiquela recogió de varios ancianos un vocabulario, canciones y oraciones, esbozando un análisis morfosintáctico.
En 1960 Ana Gerzenstein realizó una clasificación fonética-fonológica en su Fonología de la lengua gününa-këna.
En 1991 José Pedro Viegas Barros esbozó una proyección morfosintáctica en Clarificación lingüística de las relaciones interculturales e interétnicas en la región pampeano-patagónica, y en 2005 desarrolló una descripción fonológica en Voces en el viento.
El puelche es una lengua muerta. Casamiquela da nombre y apellido del último hablante de este idioma: el señor José María Cual, muerto en 1960 a la edad de 90 años.

## Organización social
En los tehuelches, aunque móviles, sus movimientos grupales solían ser circuitos, predominantemente de oeste a este y viceversa. Durante cada temporada tenían sitios donde instalaban sus campamentos, llamados aik o aiken por ellos y tolderías por los españoles y criollos.
Cada una de sus agrupaciones estaba integrada por nexos de parentesco y tenía un territorio específico de caza y recolección; los límites solían estar precisados ancestralmente por accidentes muchas veces poco notorios: una loma, un abrevadero, una hondonada, un árbol importante. En caso de que una agrupación no pudiera satisfacer sus necesidades en su propio territorio, debía pedir permiso a agrupaciones vecinas de la misma etnia para aprovechar los recursos de sus territorios; una transgresión a esta norma solía implicar guerra.
De un modo análogo, al ser fuertemente exogámicos los varones se veían obligados a buscar compañera matrimonial en otros grupos y solían practicar el trueque de mujeres. Esta norma reforzaba los vínculos de unidad étnica. No pocas veces, en lugar del trueque se practicaba el rapto de mujeres, conducta que casi siempre derivaba en guerras intraétnicas.

## Religión
Como en el caso de muchas otras etnias que no desarrollaron una estructura estatal, los tehuelches no poseían un sistema religioso organizado (liturgia y estructura vertical). Sin embargo, como todos los pámpidos, tenían un corpus de creencias basadas en mitos y ritos propios, los cuales eran narrados y actualizados por los chamanes quienes también ejercían la medicina con la ayuda de los espíritus evocados en los mismos, tocando la quena San Gregorio.
Los tehuelches creían en diversos espíritus telúricos, además de una deidad suprema creadora del mundo pero que no interviene en él. Una de las versiones cosmogónicas del mito de creación es aquel según el cual la deidad llamada Kóoch ordenó el caos creando los elementos diferenciados. De manera similar, los selknam de Tierra del Fuego narraban un mito análogo según el cual el Creador del mundo, una deidad conocida como Kénos (variante de Kóoch a través de una raíz común), habría enviado a la actual Patagonia, por medio de Temáukel; a El-lal, hijo del gigante Nosjthej, quien creó a los humanos, y les enseñó el uso del arco y las flechas.
En esta cultura se aceptaba la existencia de un espíritu maligno, llamado Gualicho.
En el siglo XXI la mayoría de los tehuelches se consideran cristianos.

## Historia

### Época prehispánica
Hace 6000 años surgió la industria Toldense, caracterizada por puntas de proyectil sub-triangulares bifaciales y raspadores laterales y terminales, cuchillos bifaciales y herramientas de hueso. Más tarde, entre los 4000 y 3000 años a. C., aparece la industria Casapedrense, caracterizada por una mayor proporción de instrumentos líticos confeccionados sobre láminas, probablemente como una muestra de la especialización en la caza del guanaco, lo cual también está presente en los desarrollos culturales posteriores de los tehuelches.
Desde ese momento y hasta la llegada de los europeos (inicios del siglo XVI) los tehuelches poseían un modo de vida cazador-recolector en el que hacían uso de una movilidad estacional, desplazándose en pos de las manadas de guanacos; durante los inviernos se encontraban en las zonas bajas (vegas, mallines, costas, orillas de los lagos, etc.) y durante el verano ascendían a las mesetas centrales de la Patagonia o a la cordillera de los Andes, en donde tenían, entre otros, sitios sagrados como el cerro Chaltén.

### Llegada de los españoles

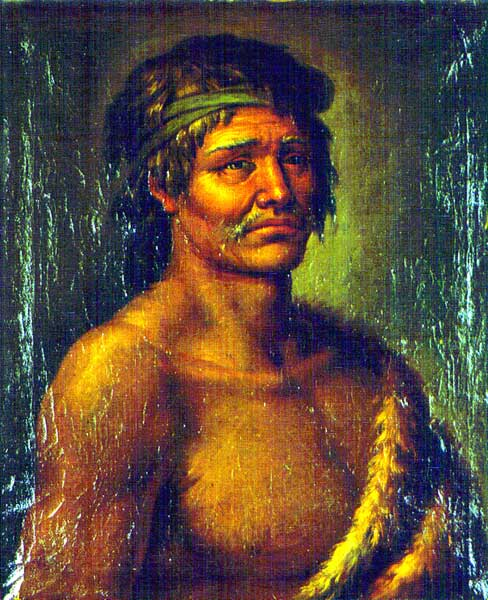
Retrato del cacique Junchar por José del Pozo en Puerto Deseado, en 1789, durante la expedición de Malaspina (1789-1794).

El 31 de marzo de 1520 la expedición española al mando de Fernando de Magallanes  desembarcó en la bahía San Julián para pasar el invierno allí, en donde tomó contacto con los indios tehuelches, a quienes denominaron «patagones», lo que fue relatado por el cartógrafo y cronista de la expedición Antonio Pigafetta en Relación del primer viaje alrededor del mundo; pueblo que acabaría evolucionando a lo que se conoce como la mítica tribu de Patagones gigantes.
Según relató también Maximiliano Transilvano, en esta bahía se dio el primer encuentro entre los tehuelches y los españoles que formaban de la expedición de lo que llegaría a ser el imperio colonial español. Tras varios días de contacto e intercambios de mercancías, Magallanes dio la orden raptar a dos lugareños y a varias mujeres para llevarlos como obsequio para el rey Carlos I. Finalmente uno de ellos consiguió escapar y el otro murió preso al negarse a comer; así como también murió un marinero español al ser envenenado por una flecha.
Aún antes de encontrarse personalmente con ellos, aquellos exploradores quedaron asombrados por las huellas de sus pies. Ampliadas por las pieles que les servían de calzado, las huellas eran mucho más grandes que los de los europeos de entonces —para el siglo XVI la talla media de los europeos era mucho más baja que la actual—. De hecho, el promedio de altura europeo hasta 1800 rondaba los 1,50 metros.
En tanto, los patagones llegaban a medir 2 m (6′ 7″) —los varones tenían una talla promedio superior a 2 m—, por lo que les consideraron «patones» (‘de pies grandes’); y les evocaron al gigante Pathoagón de la novela de caballería Primaleón.
De estructura craneal dolicocéfala como otros pámpidos, llegaron a ser famosos en la literatura europea de los siglos XVI a XIX por su gran estatura y fuerza física.
Corresponde tener muy en cuenta que entre los siglos XVI a XVIII el topónimo «Patagonia» era dado a todo el territorio desde el sur del estuario del Río de la Plata. Esto refuerza la hipótesis de antropólogos como Rodolfo Casamiquela, según la cual los het de Falkner eran también patagones.
La llegada de los españoles implicó un conjunto de cambios en la cultura de los pueblos originarios y los tehuelches no fueron ajenos a eso; se desataron entre ellos pestes (sarampión, viruela, gripe) que los diezmaron, particularmente a los septentrionales gennakenk.

### Influencia de los mapuches
Desde antes del siglo XVIII hubo una importante actividad comercial y de intercambio de productos entre los habitantes nativos de las llanuras pampeanas y las sierras de la actual provincia de Buenos Aires, los de la Patagonia septentrional y los de ambas márgenes de la Cordillera de los Andes. Existían dos ferias muy importantes en el Cayrú y en Chapaleofú. En estas ferias, llamadas "ferias de los ponchos" por los jesuitas de la época que las registraron (como Thomas Falkner), se intercambiaban diversos tipos de productos: desde productos ganaderos y de la agricultura hasta vestimentas tales como ponchos. El Cayrú se hallaba en la parte más occidental de la Sistema de Tandilia (en territorio del actual Partido de Olavarría) y Chapaleofú hace referencia a las inmediaciones del arroyo homónimo, situado en el actual Partido de Tandil, ambos municipios o partidos se sitúan en el interior de la actual provincia de Buenos Aires. Es así como, a partir de estos movimientos de personas para el intercambio de productos, se produjo cierto intercambio cultural entre distintos pueblos que habitaban desde la pampa húmeda, pasando por la Patagonia septentrional, la zona inmediata a la cordillera de los Andes (tanto en su margen oriental como occidental) y hasta la costa del océano Pacífico. Este es el comienzo del intercambio cultural y los movimientos migratorios entre los distintos pueblos, entre los cuales cabe mencionar a los tehuelches, los ranqueles y los mapuches.
La influencia mapuche tiene su origen en lo anteriormente mencionado, ya que partiendo de fines de comercio y alianzas, se terminó produciendo una gran influencia cultural sobre los tehuelches y otros pueblos, al punto de que a este proceso se le denomina "mapuchización" o "araucanización" de las Pampas y la Patagonia. Buena parte de los tehuelches y de los ranqueles adoptaron muchas de las costumbres y el idioma mapuche, mientras los mapuches adoptaban parte del modo de vida tehuelche (tal como lo de vivir en tolderías) y con ello se difuminaron las diferencias entre ambos grupos, al punto que sus descendientes se refieren a sí mismos como mapuche-tehuelches.
Los caciques Cacapol y su hijo Cangapol, durante la primera mitad del siglo XVIII, fueron los jefes más importantes de la región, que se extendía desde la Cordillera de los Andes hasta el océano Atlántico, y desde el río Negro hasta el río Salado. Cangapol tenía su sede de gobierno en la zona de la sierra de la Ventana, por lo que a su grupo se lo conocía como «pampas serranos». Los pampas supieron aliarse con los mapuches del oeste para atacar la campaña bonaerense en 1740. 

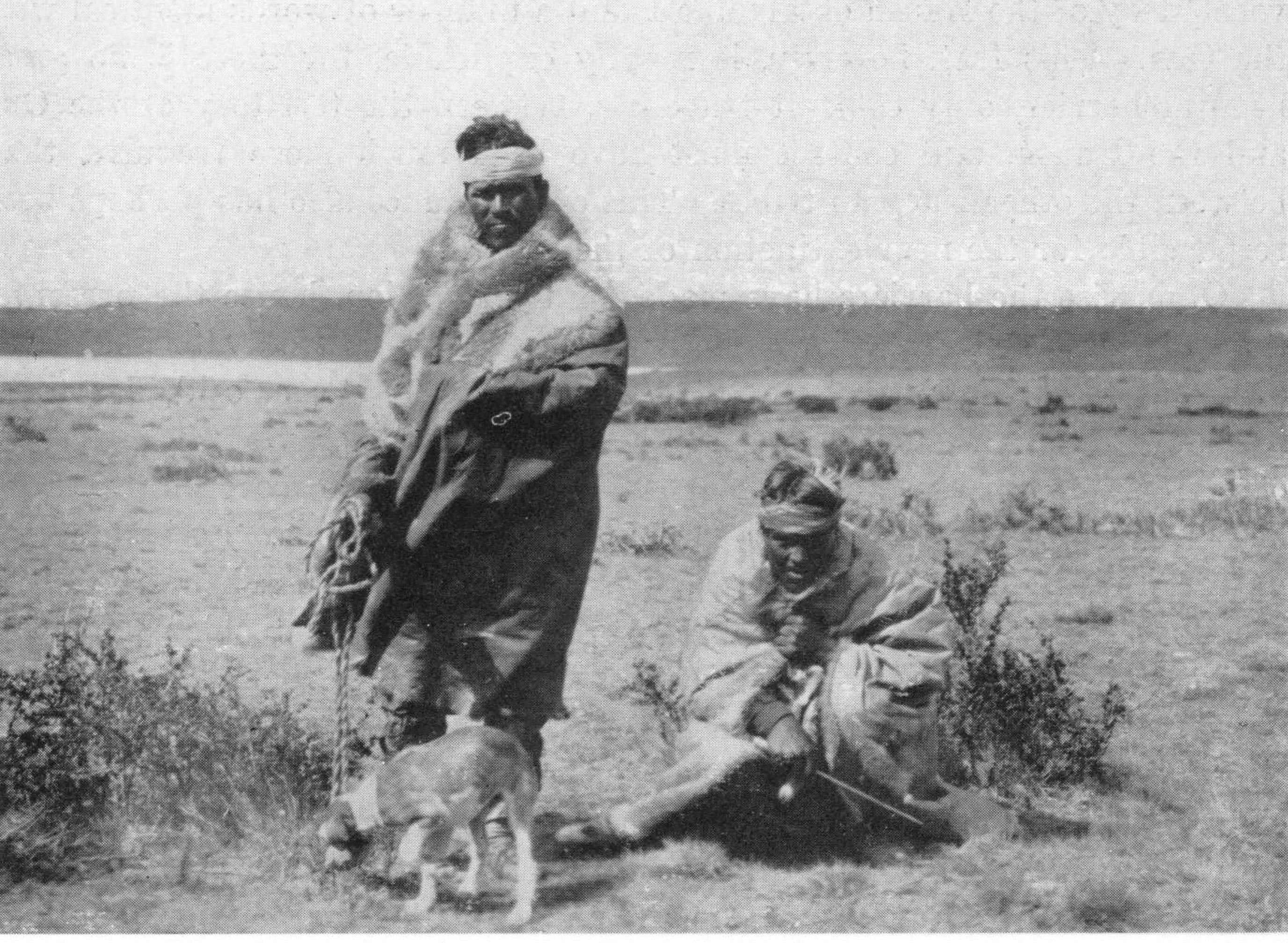
Tehuelches en Río Gallegos.

En este proceso, también hubo luchas interétnicas y hacia 1820 se libraron combates entre patagones y pehuenches a orillas del río Senguerr; otros combates se produjeron en Barrancas Blancas y Shótel Káike. Hacia 1828, el ejército realista de los hermanos Pincheira atacó a los tehuelches de las zonas de Bahía Blanca y Carmen de Patagones.
Para algunos historiadores argentinos se trató de una invasión en la que los mapuches casi extinguieron a los tehuelches septentrionales por medio de la violencia, pero el consenso académico actual es que se trató de un fenómeno más complejo. Esta supuesta invasión mapuche ha sido usada políticamente para negar legitimidad a las reclamaciones indígenas en el sur argentino, al argumentarse que se trataría de peticiones hechas por descendientes de los "invasores chilenos" y no por descendientes de los habitantes originarios, aun cuando para entonces no existían los estados chileno y argentino.
Los tehuelches al sur del Río Negro tuvieron como soberana a una mujer, María la Grande. Su sucesor, Casimiro Biguá, fue el primer jefe tehuelche que realizó tratados con el gobierno argentino. Sus hijos, los caciques Papón y Mulato, terminaron en una reserva al sur de Chile.
Los tehuelches tuvieron que convivir con los inmigrantes galeses que desde la segunda mitad de siglo XIX comenzaron a colonizar Chubut: en general las relaciones fueron armónicas entre ambos pueblos. En 1869 el cacique Biguá reconoció la necesidad de defender a los galeses ante un posible ataque del cacique Calfucurá.
Se sabe poco de la cultura tehuelche anterior al caballo, aunque su organización socioeconómica se parecía a la de los onas de Tierra del Fuego. La introducción del caballo por los españoles, animal al que conocieron a partir de 1570, transformó el modelo de organización social de los tehuelches: se formó en ellos un complejo ecuestre. Al igual que los amerindios de las grandes praderas de Norteamérica, los tehuelches también trabajaron las estepas de matorrales de la Patagonia, viviendo principalmente del guanaco y de la carne de rhea (ñandú o choique), seguida de la carne de huemul, venado, mara e incluso puma y jaguar, además de ciertas plantas (pues aunque tardíamente, aprendieron a cultivar la tierra). En cuanto a peces y mariscos, existían en ciertos casos tabúes: algunos grupos tenían, por ejemplo, prohibido el consumo de pescados. Sus grupos solían estar constituidos por entre 50 a 100 miembros.
La adopción del caballo significó una profunda revolución social en la cultura tehuelche: la movilidad que les deparó alteró las ancestrales territoralidades y modificó en gran medida el patrón de los desplazamientos, si antes del siglo XVII predominaban las trashumancias este-oeste en pos de los guanacos, a partir del complejo ecuestre tomaron gran importancia los desplazamientos longitudinales (de sur a norte y viceversa), estableciéndose extensos circuitos de intercambio: a mediados del siglo XIX los aonikenk trocaban sus pieles y moluscos por cholilas (frutillas, zarzamoras, calafates, semillas de pehuén, llao llao, brotes y cogollos de coligüe, etc.) y manzanas a los gennakenk del Neuquén, del Alto Valle del Río Negro y del llamado País de las Frutillas o Chulilaw (región delimitada aproximadamente al norte por el lago Nahuel Huapi, al este por las cordilleras bajas y morrénicas llamadas Patagónides, al oeste por las altas cumbres de los Andes y al sur por el lago Buenos Aires/General Carrera).
El caballo, o más exactamente la yegua, pasó a ser parte principalísima de su dieta, dejando en segundo lugar a los guanacos. Los selknam de Tierra del Fuego, en cambio, no dieron en desarrollar un complejo ecuestre comparable

### Rapto y exhibición forzosa
A partir de la segunda mitad del siglo XIX, algunos grupos aonikkenk fueron raptados y exhibidos contra su voluntad en países como Bélgica, Suiza, Alemania, Francia o Inglaterra. La familia de la cual se conocen más datos concretos fue la de un jefe llamado Pitioche, quien fue capturado junto a su mujer e hijo. Parte de estos dramáticos hechos forman parte del libro Zoológicos humanos, de Christian Báez y Peter Mason.

### Reservas en Santa Cruz
Por decreto del 11 de enero de 1898 del presidente José Evaristo Uriburu fue creada la reserva de Camusu Aike para la «concentración de tribus tehuelches», que se ubica en la provincia de Santa Cruz, Argentina, y que contaba inicialmente con 50 000 ha (lotes 77 bis, 78 bis, 79 bis, 94 bis y 95 bis). Por decreto del 30 de abril de 1953, el presidente Juan Domingo Perón la redujo a 30 000 ha.
En 1922 el presidente Hipólito Yrigoyen creó por decreto las reservas de Lago Viedma (lotes 119-117), de entre 20 000 y 25 000 ha, Lago Cardiel (lote 6) y Lago Cardiel (lote 28 bis). Las dos primeras fueron desafectadas en 1966 y la tercera en 1990.

## Situación de los tehuelches

### En Argentina

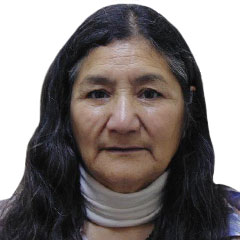
Rosa Chiquichano, de origen tehuelche, fue Diputada de la Nación Argentina por la provincia del Chubut.

Según el inconcluso «Censo Indígena Nacional» de 1966-1968, había en la Argentina unos pocos descendientes de esta etnia hablantes de la lengua tehuelche. La población con linaje tehuelche que se ha mantenido más apegada a esta cultura se ubica en la meseta central de la provincia de Santa Cruz, aunque se encuentra acriollada. El censo registró en Santa Cruz:
- Departamento Deseado: 28 tehuelches, ninguno hablante del aonekko 'a'ien.
- Departamento Güer Aike: 44 tehuelches, de los cuales 24 hablantes del aonekko 'a'ien. Asentamiento de Camusu Aike.
- Departamento Lago Argentino: 36 tehuelches, de los cuales 14 hablaban el aonekko 'a'ien. Asentamiento de Cerro Índice con 5 familias (24 personas).
- Departamento Lago Buenos Aires: 6 tehuelches, de los cuales 2 hablaban el aonekko 'a'ien.
- Departamento Río Chico: con 52 tehuelches, de los cuales 11 hablaban el aonekko 'a'ien. Dos asentamientos tehuelche en este departamento: Lote 6 con 34 habitantes, y Lote 28 bis con 3 familias.

Existían además matrimonios mixtos en Tres Lagos, Puerto San Julián, Gobernador Gregores y Río Gallegos.
La «Encuesta Complementaria de Pueblos Indígenas» (ECPI) 2004-2005, complementaria del «Censo Nacional de Población, Hogares y Viviendas 2001», dio como resultado que se reconocieron o descienden en primera generación del pueblo tehuelche 4351 personas en las provincias del Chubut y Santa Cruz (de los cuales 307 residen en comunidades indígenas). Otros 1664 se autorreconocieron en la ciudad autónoma de Buenos Aires y los 24 partidos del Gran Buenos Aires; y 4575 en el resto del país. En toda Argentina se autorreconocieron 10 590 tehuelches.
El Censo Nacional de Población de 2010 en Argentina reveló la existencia de 27 813 personas que se autoreconocieron como tehuelches en todo el país, 7924 de los cuales en la provincia del Chubut, 4570 en la provincia de Buenos Aires, 2615 en la de Santa Cruz, 2269 en la de Río Negro, 1702 en la ciudad autónoma de Buenos Aires, 844 en la provincia de Mendoza, 738 en la del Neuquén y 625 en la de La Pampa.
Actualmente existen en Santa Cruz los asentamientos tehuelches de:
- Territorio de Camusu Aike: 3900 ha a 180 km al noroeste de Río Gallegos, reconocida en septiembre de 2007 con personería jurídica.[27] El censo de 1968 registró a 11 familias con 41 individuos.
- Lote 6 del lago Cardiel: entre la ciudad de Gobernador Gregores y el lago San Martín.
- Lote 28 bis del lago Cardiel: próxima a la ciudad de Gobernador Gregores.
- Cerro Índice: a 40 km al Sudeste del lago Viedma y 50 km al sur de Tres Lagos.
- Copolque (o Kopolke): se halla en la Colonia Leandro N. Alem en las cercanías de Las Heras en el departamento Deseado.

Bandera tehuelche: el azul del mar, el marrón de la tierra y, en medio, la flecha que mira hacia el norte, con la Cruz del Sur dentro.

En estos asentamientos se encuentran algunos hablantes bilingües del aonekko 'a'ien, el resto hablan castellano.
En Chubut se hallan las reservas de El Chalía (comunidad Manuel Quilchamal, en el departamento Río Senguer, a 60 km de la localidad de Doctor Ricardo Rojas, creada en 1916 con 60 000 ha, reducida hoy a 32 000, con unas 80 personas), y de Loma Redonda (entre Río Mayo y Alto Río Senguer, con 30 personas).
El 17,65 % de ellos son bilingües castellano-mapudungun y el resto hablan castellano. El censo 1991 solo reportó dos ancianas con recuerdos de la lengua aonek'o 'a'ien.
Desde 1995 el Instituto Nacional de Asuntos Indígenas (INAI) comenzó a reconocer personería jurídica mediante inscripción en el Registro Nacional de Comunidades Indígenas (Renaci) a comunidades indígenas de Argentina, entre ellas a 2 comunidades tehuelches de la provincia de Santa Cruz y 4 mapuches-tehuelches de las provincias de Chubut, Río Negro, Buenos Aires y Santa Cruz:
Provincia de Santa Cruz (pueblo tehuelche)
- Comunidad Copolque (en el departamento Deseado, el 5 de junio de 2007)
- Comunidad Camusu Aike (en el departamento Güer Aike, el 14 de septiembre de 2007)

Provincia de Santa Cruz (pueblo mapuche-tehuelche)
- Comunidad Nehuen Mulfuñ (en pico Truncado del departamento Deseado, el 25 de marzo de 2014)[34]

Provincia del Chubut (pueblo mapuche-tehuelche)
- Comunidad Indígena Vuelta del Río (en el departamento Cushamen, el 24 de febrero de 1997)

Provincia de Río Negro (pueblo tehuelche)
- Comunidad Aborigen Río Chico (en el departamento Ñorquincó, el 1 de septiembre de 2000)

Provincia de Buenos Aires (pueblo mapuche-tehuelche)
- Tehuelche Callvu Shotel (en el partido de La Plata, el 18 de mayo de 2010)

### Mapuches-tehuelches
En la provincia del Chubut existen comunidades mestizas de mapuches y tehuelches, y que se autodenominan mapuche-tehuelche:
- Comunidad Huanguelen Puelo (de lago Puelo).
- Comunidad Motoco Cárdenas (de lago Puelo).
- Comunidad Cayún (de lago Puelo),
- Comunidad Vuelta del Río (de la reserva aborigen Cushamen),
- Comunidad Emilio Prane Nahuelpan (Legua 4),
- Comunidad Enrique Sepúlveda (del paraje Buenos Aires Chico),
- Comunidad Huisca Antieco (de Alto Río Corinto),
- Comunidad Blancura y Rinconada,
- Comunidad Blancuntre-Yala Laubat,
- Comunidad Traquetren,
- Comunidad Auke Mapu,
- Comunidad Pocitos de Quichaura,
- Comunidad Paso de Indios (de Paso de Indios),
- Comunidad Katrawunletuayiñ (de Rawson),
- Comunidad Tramaleo Loma Redonda,
- Comunidad Laguna Fría-Chacay Oeste,
- Comunidad Mallin de los Cuales (de Gan Gan),
- Comunidad Mapuche Tehuelche Pu Fotum Mapu (Puerto Madryn),
- Comunidad Esteban Tracaleu,
- Comunidad Loma Redonda - Tramaleu,
- Comunidad Taguatran,
- Comunidad Tewelche Mapuche Pu Kona Mapu (de Puerto Madryn),
- Agrupación Indígena Mapuche Tehuelche "Gnechen Peñi Mapu" (de Puerto Madryn),
- Comunidad Sierras de Huancache,
- Comunidad Bajada de Gaucho Senguer,
- Comunidad Willi Pu folil Kona,
- Comunidad "Namuncurá-Sayhueque" (de Gaiman),
- Comunidad Mariano Epulef,
- Comunidad El Molle,
- Comunidad Nahuel Pan,
- Comunidad Río Mayo (de Río Mayo),
- Comunidad Organización Himun,
- Comunidad Rincón del Moro,
- Comunidad Escorial,
- Comunidad Rinconada,
- Comunidad Cushamen Centro,
- Comunidad Mapuche Tehuelche Trelew (de Trelew),
- Comunidad Pampa de Guanaco,
- Comunidad Sierra de Gualjaina,
- Comunidad Bajo la Cancha,
- Comunidad Aborigen Arroyo del Chalía,
- Comunidad Caniu (Buenos Aires Chico - El Maitén, Chubut).[35]

Existen también cuatro comunidades urbanas mapuche-tehuelches en Santa Cruz: en Caleta Olivia (Fem Mapu), Río Gallegos (Aitué), en Río Turbio (Willimapu) y en Puerto Santa Cruz (Millanahuel).
La reserva aborigen Cushamen en el departamento Cushamen en Chubut, fue creada en 1899 para alojar a la tribu del cacique Miguel Ñancuche Nahuelquir, que fue desalojada de la zona cordillerana del Neuquén por la Conquista del Desierto. Comprende 1250 km³ y 400 familias mapuches-tehuelches.

### En Chile
Su situación en Chile es casi de completa extinción. En 1905 sufrieron una epidemia de viruela que mató al cacique Mulato y a otros de su tribu afincados en el valle del río Zurdo, cerca de Punta Arenas. Los sobrevivientes se refugiaron en territorio argentino, posiblemente en la reserva de Camusu Aike. Grupos tehuelches continuaron posteriormente ingresando a Chile para cazar guanacos en la región de Magallanes, donde fueron vistos por última vez alrededor de 1927 provenientes del área de Killik Aike. Su recuerdo está presente en la toponimia de Villa Tehuelches, una localidad chilena en la comuna de Laguna Blanca.